# 产出
在经济学中，产出是指在一定时间内由公司、某個行业或国家生产的商品或提供的服务的数量（或质量），生產出來的產品无论是被用來消费还是用于进一步生产，都算入產出。

## 国际经济

### 国家间的产出交换
两个国家之间交换各自的产出是非常常见的。例如日本可能会用其生產的电子产品換來德国制造的汽车。